# Мурашниця еквадорська
Мурашниця еквадорська (Grallaria gigantea) — вид горобцеподібних птахів родини Grallariidae.

## Поширення
Вид поширений в Андах Еквадору та у південно-західній Колумбії. Мешкає у вологих гірських лісах. Зрідка трапляється на гірських лісових болотах з рясним підліском, пасовищами та вторинним лісом.

## Опис
Найбільший представник родини. Його середня довжина становить від 24 до 28 сантиметрів і вага до 300 грамів, що робить його найважчим з усіх тираннових птахів — його найближчий суперник, турко каштановий, не перевищує 185 грам за вагою. Птах має темно-оливково-коричневі спину, крила і хвіст. Верхня частина голови до шиї від блідо-сірого до сірого кольору. Інша частина оперення має насичений червонувато-коричневий колір. Горло і пір'я грудей облямовані чорним кольором, утворюючи візерунок з темних смуг у цих ділянках. Дзьоб темний, міцний і важкий, очі темні, а ноги і ступні сірі.

## Спосіб життя
Раціон включає, переважно, наземні безхребетні, хоча членистоногі не мають ключового значення. Швидше, дощові черв'яки є основною їжею. Жуки та слимаки також були зафіксовані як здобич.